# شطيفة (تعز)
قرية شطيفة هي إحدى قرى الجمهورية اليمنية تتبع جغرافيا لمحافظة تعز وإداريا لـ مديرية خدير - عزلة خدير البدو، وتبعد ثلاثة كيلومترات شرقا عن مدينة الدمنة، وتنقسم شطيفة إلى شطيفة سفلى وشطيفة عليا ويبلغ عدد سكانها تقريبا ألفي نسمة.